# Georg Anton Friedrich Ast
Georg Anton Friedich Ast (ur. 26 grudnia 1778 w Gocie, zm. 31 października 1841 w Monachium) – filozof i filolog niemiecki.

## Życiorys
Ukończył szkoły w Gocie i uniwersytet w Jenie, gdzie w 1802 został privatdozentem. W 1805 został profesorem literatury klasycznej w Landshut. W 1826 uniwersytet przeniesiono do Monachium, gdzie Ast żył aż do śmierci w 1841 r.
W uznaniu dla jego pracy został mianowany radcą i członkiem Bawarskiej Akademii Nauk. Jest znany przede wszystkim z pracy nad dialogami Platona, którymi zajmował się przez dwadzieścia pięć ostatnich lat swojego życia. Jego Plato's Leben and Schriften (1816) było pierwszą z prac krytycznych o życiu i dziele Platona inspirowanych przez wprowadzenie do Dialogów Schleiermachera i historyczny sceptycyzm Niebuhra i Wolfa.
Okazując brak zaufania do tradycji, starał się na podstawie zewnętrznych przesłanek wykazać nieautentyczność nie tylko dialogów za nieautentyczne uznawanych powszechnie (Epinomis, Minos, Theages, Arastae, Klejtofont, Hipparch, Eryxias, Listy) ale też wielu uznawanych za autentyczne, jak Menon, Eutydem, Charmides, Lizys, Alkibiades I i II, Hippiasz mniejszy i Hippiasz większy, Ion, Eutyfron, Apologia, Kriton a nawet (wbrew wyraźnej opinii Arystotelesa) Prawa. Dialogi, które uznał za autentyczne podzielił na trzy grupy:
I Najwcześniejsze, odznaczające się elementami poetyckimi i dramaturgicznymi: Protagoras, Fajdros, Gorgiasz, Fedon.
II Środkowe, odznaczające się subtelnością dialektyczną: Teajtet, Sofista, Polityk, Parmenides, Kratyl.
III Późne, harmonijnie komponujące obie jakości: Fileb, Uczta, Państwo, Timajos, Kritias.
(Obecnie nie podziela się tak daleko idącego krytycyzmu. Zob. tekstometria.)
Po dokonaniu tego podziału Ast wydał kompletną edycję dzieł Platona (II vols., 1819-1832) z łacińskim przekładem i komentarzem. Jego ostatnim dziełem był Lexicon Platonicum(3 vols., 1834-1839), wartościowy a zarazem obszerny. W swoich dziełach estetycznych łączył poglądy Schellinga z poglądami Winckelmanna, Lessinga, Kanta, Herdera, Schillera i innych. Jego historie filozofii odznaczają się raczej akademickim krytycyzmem niż oryginalnością myśli, chociaż są interesujące jako utwierdzenie oczywistej obecnie zasady, że historia filozofii nie jest historią poszczególnych opinii, ale raczej historią rozumu jako pewnej całości; był jednym z pierwszych, którzy starali się sformułować zasady rozwoju myślenia (zob. Hegel, dialektyka).
Oprócz dzieł o Platonie, pisał dzieła z:
1. estetyki: System der Kunstlehre (1805), Grundriss der Aesthetik (1807);
2. historii filozofii: Grundlinien der Philosophie (1807, wydane ponownie 1809, lecz wkrótce zapomniane), Grundriss einer Geschichte der Philosophie (1807 i 1825) i Hauptmomente der Geschichte der Philosophie (1829);
3. filologii: Grundlinien der Philologie (1808), Grundlinien der Grammatik, Hermeneutik and Kritik (1808).